# NGC 4
NGC 4 je čočková galaxie v souhvězdí Ryb. Svou úhlovou velikostí zhruba odpovídá velikosti kráteru Plato na našem Měsíci. Je to velice slabá galaxie, obtížně pozorovatelná i 20palcovým (51cm) teleskopem. NGC 4 objevil Albert Marth v roce 1864 se svým reflektorem o průměru 19 palců (48 cm).